# Qatar Airways
Qatar Airways (arabisk: القطرية) er det nationale flyselskab i Qatar, og har hovedkvarter i Doha. Qatar Airways er et af kun seks flyselskaber i verden som har fået fem stjerner af det uafhængige bureau Skytrax, som vurderer service og kvalitet.
Selskabet blev grundlagt i 1993 efter initiativ fra medlemmer af kongefamilien i landet. Driften startede i januar 1994.
Efter nogle år med tab fulgte en reorganisering efter vestlig model i 1997, og selskabet fik ny ledelse. Kongefamiliens ejerskab blev reduceret til 50%. Qatar Airways satsede samtidigt tungt på at opbygge en flåde bestående af fly produceret af den europæiske flyproducent Airbus. I 2007 åbnede selskabet imidlertid op for Boeing, og har for tiden ordrer på nye fly hos begge producenter.
I konkurrencen om "Airline of the year 2010" blev Qatar Airways placeret som nummer 3, efter vinderen Asiana. Nummer 2 blev Singapore Airlines. I 2011 og 2012 blev de nummer 1 i "Airline of the year" foran blandt andet Asiana og Singapore Airlines.
Selskabet er medlem af Arab Air Carriers Organization og Oneworld.